# Narodni dom, Celje
Narodni dom v Celju je znana zgradba v mestu na sedanjem Trgu celjskih knezov, kjer je od 1. januarja 1995 sedež Mestne občine Celje (MOC Celje) in večina njene uprave. Stavbo so zgradili med letoma 1895 in 1897 po načrtih tedanjega deželnega stavbnega inženirja in arhitekta Jana Vladimírja Hráskega, njen zadnji del pa so temeljito obnovili v 2010-ih.
Narodni dom ima še danes značaj kulturnega doma. V njem so štiri dvorane, v katerih se izvajajo prireditve, koncerti, strokovna srečanja, okrogle mize in seje Mestnega sveta MOC in njegovih delovnih teles.
Ob nastanku je bil Narodni dom simbol slovenstva v tedanjem zaostrenem boju proti ponemčevanju v mestu. V Narodnem domu je delovala javna knjižnica, kjer je bila od leta 1906 možna brezplačna izposoja gradiva.
- Glavni vhod v Narodni dom
- Pogled s severa
- Razglednica iz leta 1906